# Leon Berthold
Leon Berthold (* 7. Juli 2000) ist ein Schweizer Leichtathlet, der sich auf den Hindernislauf spezialisiert hat.

## Sportliche Laufbahn
Erste internationale Erfahrungen sammelte Leon Berthold bei den Crosslauf-Europameisterschaften 2019 in Lissabon, bei denen er sein Rennen in der U20-Altersklasse nicht beenden konnte. 2021 belegte er dann bei den U23-Europameisterschaften in Tallinn in 8:46,62 min den achten Platz über 3000 m Hindernis.
2021 wurde Berthold Schweizer Meister über 3000 m Hindernis.

## Persönliche Bestleistungen
- 3000 Meter: 8:24,83 min, 20. Juni 2021 in Cluj-Napoca
- 3000 m Hindernis: 8:44,19 min, 8. Mai 2021 in Pliezhausen